# Alois Menghin
Alois Menghin (* 31. Jänner 1856 in Tramin, Tirol, Kaisertum Österreich; † 1. Jänner 1918 in Gratsch bei Meran, Tirol, Österreich-Ungarn) war ein österreichischer Schulmann, Heimatforscher und Schriftsteller.

## Leben und Wirken

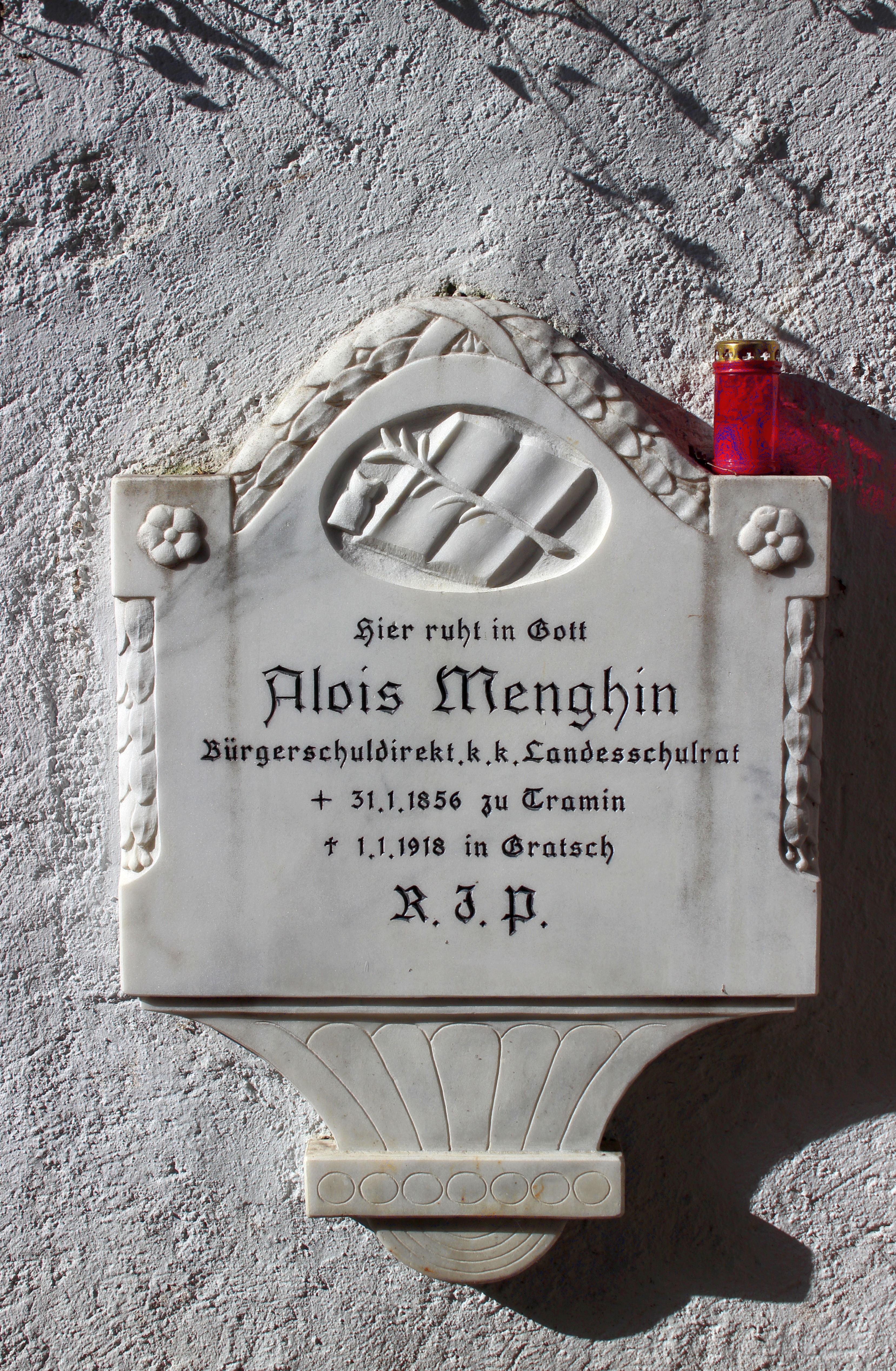
Grab von Alois Menghin am Friedhof Gratsch (2016)

Alois Menghin wurde am 31. Jänner 1856 als elftes Kind des Bauern Eisenbrenner geboren, war bis ins 18. Lebensjahr in der Landwirtschaft tätig und machte eine Malerlehre. Später wurde er von Vinzenz Maria Gredler gefördert und bekam durch diesen die Möglichkeit, das Privatgymnasium und die Lehrerbildungsanstalt in Bozen zu besuchen. Ab 1879 war er provisorischer Unterlehrer an der Knabenvolksschule in Meran und ab 1886 offizieller Lehrer. Weitere fünf Jahre später übernahm er im Jahr 1891 die Leitung der gewerblichen Fortbildungsschule in Meran, an deren Gründung er hauptbeteiligt war. 1892/93 beteiligte sich Menghin bei der Anlegung einer Tiroler Heldengalerie im Tiroler Kaiserjägermuseum am Bergisel und war dabei einer der Schriftsteller, die die Biografien zu den Tiroler Volkshelden schrieben. Im Dezember 1893 etwa fungierte er als einer der Lehrer beim Bergführerkurs, bei dem er den Abschnitt Die wichtigsten Gebirgs- und Gesteinsarten Südtirols, mit Demonstrationen lehrte. Von der Zentralleitung des Oesterreichischen Bunds der Vogelfreunde in Graz wurde er für einen zur Preiskonkurrenz von Vogelschutzaufsätzen eingereichten Artikel mit einem Diplom ausgezeichnet. Als Lehrer setzte er sich unter anderem für das Züchtigungsrecht an Schulen ein und stellte im Jahr 1899 den Antrag, dass der Satz – „Die körperliche Züchtigung ist unter allen Umständen von der Schule ausgeschlossen.“ – aus § 24 des Reichsschulgesetzes gestrichen werde, da er fände, dass manche Kinder regelrecht auf eine Züchtigung warten würden.
Im Februar 1900 wurde Menghin die Ordnung des städtischen Archivs nach wissenschaftlichen Grundlagen durch den Meraner Gemeinderat übertragen. Noch im selben Jahr übernahm er zudem die Leitung der Volksschule, die unter Menghin zur Volks- und Bürgerschule ausgebaut wurde, und war ab 1905 Direktor der genannten Schulen. In Zusammenarbeit mit Franz Innerhofer wirkte er zu Beginn des 20. Jahrhunderts an der Entstehung des Meraner Lokalmuseums mit, dessen Sammlungen teilweise auf ihn zurückgehen. Von der k. k. Zentral-Kommission für Erforschung und Erhaltung der Kunst- und Historischen Denkmale wurde er im Mai 1901 zu einem ihrer Korrespondenten ernannt. Als solcher berichtete er etwa über entdeckte Freskomalereien in der Pfarrkirche von Marling. In den Mitteilungen der K.K. Zentral-Kommission zur Erforschung und Erhaltung der Kunst- und Historischen Denkmale schrieb er Jahr 1904 über alte Malereien in der St. Severinskirche zu Völlan.
Als Schulmann gehörte er auch der Standesvertretung der Lehrerschaft an und war in der Meraner Gemeindevertretung in einer konservativen Partei politisch aktiv. Im Mai 1908 wurde er als Ausschussmitglied des Meraner Gemeinderates gewählt. Bei der ersten Generalversammlung der Ortsgruppe Meran des Vereines für Heimatschutz in Tirol unter der Obmannschaft von Franz Innerhofer wurde Alois Menghin am 29. November 1909 zu einem der Beiräte gewählt. Im Jänner 1910 legte der damalige Wiener Stadtrat Leopold Tomola diverse Vorschläge zu Ehren von Andreas Hofer vor; darunter die Anschaffung des Werkes Andreas Hofer von Alois Menghin für sämtliche Schülerbibliotheken der städtischen Volks- und Bürgerschulen. Im Februar 1910 wurde diesem Antrag stattgegeben. Im September desselben Jahres wurde Menghin – als erster Tiroler Volksschullehrer – zum Ersatzmann im Landesschulrat gewählt. In den Stadtschulrat von Meran wurde er im Januar 1912 gewählt; bereits 1892 gehörte er dem Bezirksschulrat des Bezirks Meran an. Im Jahr 1913 kaufte Menghin vom Badmeister Jaud um 36.000 Kronen ein Einfamilienhaus an der König-Laurin-Straße in Gratsch.
Im Zuge seines Lebens verfasste Menghin zahlreiche Aufsätze über heimat- und volkskundliche sowie kunsthistorische Themen für verschiedene zeitgenössische Zeitschriften und Zeitungen, war aber nebenbei auch als (Jugend-)Schriftsteller tätig. Bereits in den 1880er Jahren umgab er sich mit verschiedenen weiteren verdienten Schriftstellern und Herausgebern, die zur damaligen Zeit ebenfalls in Südtirol aufhältig waren, darunter etwa mit Graf Anrep-Elmpt, Ludwig Steub oder Fridolin Plant, der teilweise Menghins Publikationen herausbrachte. Anlässlich der 1903 erschienenen 6. Auflage von Scherers Geographie und Geschichte von Tirol und Vorarlberg wurde Menghin von Erzherzog Franz Ferdinand eine prachtvolle Brillantennadel mit den Initialen Menghins und ein huldvolles Dankschreiben übersandt. Vom Statthalter von Tirol und Vorarlberg, dem Freiherrn von Schwartzenau, erhielt er zudem ein ehrendes Dank- und Anerkennungsschreiben. Sein Buch Andreas Hofer und das Jahr 1809, das in mehreren Auflagen erschien, wurde vom Kaiser für die k. k. Familienfideikommiss-Bibliothek ausgezeichnet.
Aufgrund seiner Kunstkenntnis war er ein Berater des Erzherzog-Thronfolgers Franz Ferdinand, der Menghin auch regelmäßig in Meran besuchte. Durch diese Verbundenheit konnte Menghin zum Bau der Gampenstraße und deren Trassenführung anregen und entscheidend beeinflussen. Bereits kurz nach der Ermordung Franz Ferdinands berichteten Zeitungen, dass Menghin, der den Erzherzog seit den 1890er Jahren immer wieder zur Seite stand, einer der wenigen Menschen war, die auch einen Einblick auf das Seelenleben des Thronfolgers erhalten hätten. Nach dem Tod des Erzherzogs stiegen die Verkäufe des von Menghin zwei Jahre zuvor veröffentlichten Buches Von unserem Thronfolger. Erlebnisse und Erinnerungen deutlich. In der unter der Mitwirkung von Otto Rudl herausgegebenen  Zeitschrift Schlernwind, Kriegsnummer 1915, ist Menghin an der Seite zahlreicher anderer Schriftsteller mit einem Beitrag vertreten.
Während des Ersten Weltkriegs beteiligte sich Menghin mit seinen Schulen an Metallsammelaktionen. Im Jänner 1916 berichteten die Zeitungen über eine schwere Erkrankung Menghins, der jedoch in den Monaten danach noch weiter schriftstellerisch in Erscheinung trat. Am 1. Jänner 1918 starb Menghin 61-jährig in Gratsch bei Meran und wurde drei Tage später am lokalen Friedhof beerdigt. Nur wenige Wochen zuvor war sein langjähriger Weggefährte Franz Innerhofer verstorben. Als Direktor der Knabenvolks- und Bürgerschule wurde Menghin – vorerst provisorisch – durch Franz Zangerle ersetzt.

## Familie
Alois Menghin ist der Vater des österreichischen Prähistorischen Archäologen, Universitätsprofessors und Unterrichtsministers Oswald Menghin (1888–1973) sowie der Großvater des österreichischen Archäologen Osmund Menghin (1920–1989).
Am 12. November 1879 hatte er seine Ehefrau Maria, geborene Terzer, geheiratet; 1904 feierten die beiden die Silberne Hochzeit.

## Werke (Auswahl)
Die Landesbibliothek „Dr. Friedrich Teßmann“ bietet in Teßmanndigital.it zahlreiche Scans an.
- 1884: Aus dem deutschen Südtirol. Mythen, Sagen, Legenden und Schwänke, Sitten und Gebräuche, Meinungen, Sprüche, Redensarten, etc. des Volkes an der deutschen Sprachgrenze. Verlag von Fr. Plant’s Buchhandlung, Meran (171 S.; Scan bei Teßmanndigital. Landesbibliothek „Dr. Friedrich Teßmann“; Scan in der Google-Buchsuche).[41]
- 1886: Wanderungen durch Judikarien und Rendena. In: Tiroler Volksblatt. U. a.: Beilage zu Nr. 72, Bozen 10. September 1887, S. 5, Sp. 1–2: IV. Tione – Pinzolo. (7. Juli.) (20. Fortsetzung.) (Scan bei Teßmanndigital). Zusammengefasst als Separatdruck im Sammelband der Reihe Tirolensien. Band 1. Wohlgemuth, Bozen 1889, OCLC 1322804768.[42]
- 1887: Ein Meraner Künstlergeschlecht. I. Der „alte“ Pendl (Joh. Bapt. Pendl). II. Franz Pendl. III. Emanuel Pendl. Wohlgemuth, Bozen 1887 (24 S.; Scan bei Teßmanndigital).[43]
- 1887: Martin Knoller. Ein Leben im Dienste der christlichen Kunst. Mit besonderer Rücksicht auf Knoller's Werke in seinem Vaterlande. Jandl, Meran 1887 (80 S.; Scan bei Teßmanndigital).
- 1891: Der Weg nach Passeier und über den Jauffen. Eine culturgeschichtliche Studie. Meraner-Straßenbauverein, Meran 1891 (69 S.; Abdruck aus dem „Bote für Tirol und Vorarlberg“; Scan bei Teßmanndigital).
- 1893: Fürst und Vaterland! Ein Jahr aus dem Leben eines Habsburgers in Triest. Herder, [1893] (182 S.; Scan bei Teßmanndigital).[44] 3. Auflage, 1912.
- 1893: Die „lateinischen“ Schulmeister von Meran. Eine kulturgeschichtliche Studie nach urkundlichen Quellen. S. n., s. l. (64 S.; Scan bei Teßmanndigital; Scan in der Google-Buchsuche).
- 1898: Dies- und jenseits des Gampens. Sommerfrischstudien. Verlag des Meraner Straßenbauvereins, Meran (62 S.; Scan bei Teßmanndigital).
- 1899: Tirols Ruhmesblatt in der Weltgeschichte (24 S.; Scan bei Teßmanndigital).
- 1899: Lesebuch für die tirolerischen Wiederholungs- und Fortbildungsschulen.
- 1908: Andreas Hofer und das Jahr 1809. Ein Geschichtsbild für Jugend und Volk. 2., verbesserte Auflage. Moser, Graz 1909, OCLC 62357436 (179 S.). 4. Auflage, 1912.
- 1912: Von unserem Thronfolger. Erlebnisse und Erinnerungen (= Bibliothek des österreichischen Volksschriftenvereins. Band 2). Tyrolia, Brixen 1912 (80 S.). Erweiterte Neuauflage u. d. T.: Von unserem Thronfolger. Erinnerungen an den Aufenthalt des Thronfolgers Franz Ferdinand von Österreich im Burggrafenamt. Freundeskreis der k.u.k. österreichisch-ungarischen Monarchie, Meran 1990, OCLC 634723584 (91 S.).

Des Weiteren verfasste Menghin zahlreiche Beiträge für Zeitschriften und Zeitungen, die unter anderem im Boten für Tirol und Vorarlberg, in den Neuen Tiroler Stimmen, der Österreichischen Alpenpost, der Welser Zeitung, dem Grazer Volksblatt, dem Linzer Volksblatt oder den Mitteilungen der K.K. Zentral-Kommission zur Erforschung und Erhaltung der Kunst- und Historischen Denkmale abgedruckt wurden. Außerdem schrieb er bereits ab den 1880er Jahren Berichte in der Österreichischen Touristenzeitung. Anlässlich der Enthüllung des Heinrich-Heine-Denkmal in der Bronx in New York City schrieb Menghin im November 1899 einen Artikel für die Titelseite der Fremden-Zeitung.

### Bearbeitungen (Auswahl)
- Scherer’s Geographie und Geschichte von Tirol und Vorarlberg. Vollständig neu bearbeitet. 4. bis 7. Auflage, 1895 bis 1913 (Scan der 6. Auflage, Verlag der Wagner’schen Universitäts-Buchhandlung, Innsbruck 1903, bei Teßmanndigital. Landesbibliothek „Dr. Friedrich Teßmann“[53]).
- Griebens Reiseführer. Band 70: Meran und seine Umgebung. Neu bearbeitet. 8. Auflage, Albert Goldschmidt, Berlin 1907.[54]